# Colotrechninae
Die Colotrechninae bilden eine Unterfamilie der Erzwespenfamilie Pteromalidae.
Das Taxon geht auf den schwedischen Entomologen Carl Gustaf Thomson im Jahr 1876 als Subtribus Colotrechnides zurück. Die Typusgattung ist Colotrechnus Thomson, 1878. Ashmead (1899) behandelte das Taxon als Colotrechninae im Rang einer Unterfamilie. Im Rahmen einer Revision von Burks et al. (2022) anhand molekularbiologischer und morphologischer Untersuchungen wurden der Unterfamilie 19 Gattungen in 4 Tribus zugeordnet.

## Merkmale
Die Mandibeln sind nicht gekrümmt. Die Scapula (Schultern) sind vorne nicht vom Pronotum abgesetzt. Die Axilla sind deutlich ausgebildet. Die Axillula sind vergrößert und konvex. Das Propodeum ist mit oder ohne Plicae. Der Petiolus ist einfach gestaltet, meist quer und schwierig zu erkennen.

## Lebensweise
Zu den Colotrechninae gehören Parasitoide von gallbildenden Schildläusen (Coccoidea) sowie Zweiflüglern wie Bohrfliegen (Tephritidae).

## Innere Systematik
Gemäß der Taxonomie von Burks et al. (2022) sind die Colotrechninae in folgende Gattungen und Tribus gegliedert:
Amerostenini:
- Amerostenus Girault, 1913
- Errolia Bouček, 1988
- Glorimontana Bouček, 1988
- Yrka Bouček, 1988

Colotrechnini: 
- Baridobius Heydon, 1994
- Bofuria Hedqvist, 1978
- Bomburia Hedqvist, 1978
- Cameronella Dalla Torre, 1897
- Colotrechnus Thomson, 1878
- Dipachystigma Crawford, 1911
- Dvalinia Hedqvist, 1977
- Elachertodomyia Girault, 1917
- Pachyneuronella Girault, 1913
- Podivna Bouček, 1993
- Uriellopteromalus Girault, 1915
- Uzka Bouček, 1988

Divnini: 
- Divna Bouček, 1988

Trigonoderopsini: 
- Bugacia Erdős, 1946
- Trigonoderopsis Girault, 1915